# Edward Howland
 (août 2025).
Si vous disposez d'ouvrages ou d'articles de référence ou si vous connaissez des sites web de qualité traitant du thème abordé ici, merci de compléter l'article en donnant les références utiles à sa vérifiabilité et en les liant à la section « Notes et références ».
Pour les articles homonymes, voir Howland.
Edward Howland est un patineur artistique américain, un des pionniers du patinage aux États-Unis avant la Première Guerre mondiale.

## Biographie

### Carrière sportive
Edward Howland participe aux premiers championnats des États-Unis en 1914 et devient vice-champion national, derrière le canadien Norman Scott, le concours étant ouvert aux canadiens avant la Première Guerre mondiale. Il obtient également deux médailles de bronze nationales en 1918 et 1921.
Il devait participer aux premiers championnats nord-américains de 1923 à Ottawa, mais doit déclarer forfait.
Il patine aussi un peu dans la compétition des couples artistiques avec Eleanor Crocker en 1914. Il réitère avec son épouse après la guerre pendant deux saisons où il devient vice-champion des États-Unis en 1921 et 1922, derrière ses compatriotes Theresa Weld-Blanchard et Nathaniel Niles.
Il ne participe jamais, ni aux mondiaux, ni aux Jeux olympiques.

## Palmarès
En couple avec deux partenaires :
- Eleanor Crocker (1 saison : 1914)
- Mme Edward Howland (2 saisons : 1921-1922)

| Compétitions en individuel                                                             | 1914 | 1915 | 1916 | 1917 | 1918 | 1919 | 1920 | 1921 | 1922 | 1923 |  |  |  |  |  |  |
| Jeux olympiques d'été                                                                  |      |      | JA   |      |      |      |      |      |      |      |  |  |  |  |  |  |
| Championnats du monde                                                                  |      | CA   | CA   | CA   | CA   | CA   | CA   | CA   |      |      |  |  |  |  |  |  |
| Championnats d'Amérique du Nord                                                        |      |      |      |      |      |      |      |      |      | F    |  |  |  |  |  |  |
| Championnats des États-Unis                                                            | 2e   | CA   | CA   | CA   | 3e   | CA   |      | 3e   |      |      |  |  |  |  |  |  |
|                                                                                        |      |      |      |      |      |      |      |      |      |      |  |  |  |  |  |  |
| Compétitions en couple                                                                 | 1914 | 1915 | 1916 | 1917 | 1918 | 1919 | 1920 | 1921 | 1922 | 1923 |  |  |  |  |  |  |
| Jeux olympiques d'été                                                                  |      |      | JA   |      |      |      |      |      |      |      |  |  |  |  |  |  |
| Championnats du monde                                                                  |      | CA   | CA   | CA   | CA   | CA   | CA   | CA   |      |      |  |  |  |  |  |  |
| Championnats d'Amérique du Nord                                                        |      |      |      |      |      |      |      |      |      |      |  |  |  |  |  |  |
| Championnats des États-Unis                                                            | 3e   | CA   | CA   | CA   |      | CA   |      | 2e   | 2e   |      |  |  |  |  |  |  |
| Légende : F = Forfait ; JA = Jeux olympiques d'été annulés ; CA = Championnats annulés |      |      |      |      |      |      |      |      |      |      |  |  |  |  |  |  |